# プレザントリーパーフェクト
プレザントリーパーフェクト (Pleasantly Perfect)  は、アメリカ合衆国生産、調教の競走馬、種牡馬。主な勝ち鞍に2003年のブリーダーズカップ・クラシック、2004年のドバイワールドカップ。パシフィッククラシックステークス。

## 概要
- 特記事項なき場合、本節の出典はEQIBASE[1]

馬体が大きく2歳戦には使われず、3歳時の2001年5月31日にハリウッドパーク競馬場でのメイドン競走でデビューするが、10頭立ての10番手を進んだまま完走できなかった。約半年後の2002年1月にサンタアニタ競馬場のメイドン競走で復帰し、復帰3戦目で初勝利を挙げる。続く3戦はオプショナルクレーミング競走とアローワンス競走に使われて2勝2着1回とし、重賞初出走にしてG1競走初出走のパシフィッククラシックステークスではケイムホームの4着に入る。次走のグッドウッドブリーダーズカップハンデで重賞初勝利を挙げ、アーリントンパーク競馬場で行われるブリーダーズカップ・クラシックに出走する予定であったが、管理していたリチャード・マンデラ厩舎のあるカリフォルニア州とアーリントンパーク競馬場のあるイリノイ州とで馬の鼻出血に関する規則に相違があったため、出走を拒否された。
2003年、前半はサンアントニオハンデキャップ、サンタアニタハンデキャップの2戦しか使われず、10月になって復帰しグッドウッドブリーダーズカップハンデを連覇してブリーダーズカップ・クラシックに駒を進め、レースでは7番人気の伏兵という立場であったが1番人気のメダグリアドーロを1馬身2分の1差破って優勝。翌2004年は、前年2着のサンアントニオハンデキャップを制し、2戦目に予定していたサンタアニタハンデキャップは熱発で回避したものの、予定通りにドバイミーティングに向かう。ドバイワールドカップではブリーダーズカップ・クラシックに続いてメダグリアドーロを長いたたき合いの末に下し、G1競走2勝目を挙げた。帰国後初戦となった8月のサンディエゴハンデキャップは負担斤量が10ポンド軽かったチョクタウネーションの2着に終わったが、続くパシフィッククラシックステークスではパーフェクトドリフトの追撃を振り切ってG1競走3勝目を挙げた。秋に入って2004年いっぱいでの引退とレーンズエンドファームでの種牡馬入りのプランが公表され、また11月のジャパンカップダートへの出走も匂わせた。連覇をかけたブリーダーズカップ・クラシックは、逃げたゴーストザッパーを捕まえることが出来ず、ロージズインメイにも遅れて3着に終わり、連覇は成らなかった。レース後、左後脚に故障が見つかり、シガーの持つ北アメリカ最多賞金記録の更新を狙って出走予定だったジャパンカップダートも断念して現役を引退した。

## 競走成績
以下の内容は、EQIBASE およびRacing Post の情報および記載法に基づく。
| 出走日         | 競馬場             | 競走名                         | 格 | 距離   | 頭数 | 枠番 (PP) | 馬番 (Pgm) | 着順 | 騎手        | 斤量（lb月/kg換算） | タイム  | 着差         | 勝ち馬/（2着）馬       |
| -------------- | ------------------ | ------------------------------ | -- | ------ | ---- | --------- | ---------- | ---- | ----------- | ------------------- | ------- | ------------ | ---------------------- |
| 2001年05月31日 | ハリウッドパーク   | メイドン                       |    | 芝8.5f | 10   | 05        | 05         | 中止 | B. ブランク | 116/52.5            |         |              | Modest Man             |
| 2002年01月27日 | サンタアニタ       | メイドン                       |    | ダ8.5f | 07   | 05        | 06         | 02着 | M. スミス   | 121/55              |         | （2馬身）    | Alotta Numbers         |
| 2002年02月13日 | サンタアニタ       | メイドン                       |    | 芝9f   | 09   | 09        | 09         | 04着 | M. スミス   | 121/55              |         | （5馬身1/2） | Somethingdangerous     |
| 2002年02月27日 | サンタアニタ       | メイドン                       |    | ダ8f   | 05   | 05        | 06         | 01着 | M. スミス   | 121/55              | 1:36.14 | 1馬身        | （Pressure Play）      |
| 2002年04月06日 | サンタアニタ       | オプショナルクレーミング       |    | ダ8.5f | 09   | 09        | 10         | 02着 | A. ソリス   | 120/54.5            |         | （1馬身）    | Hot Market             |
| 2002年06月20日 | ハリウッドパーク   | アローワンス                   |    | ダ8.5f | 06   | 03        | 04         | 01着 | M. スミス   | 121/55              | 1:42.26 | 1馬身        | （Eric Da Bomb）       |
| 2002年08月04日 | デルマー           | オプショナルクレーミング       |    | ダ8.5f | 07   | 02        | 02         | 01着 | M. スミス   | 120/54.5            | 1:43.92 | 3馬身1/2     | （Jimmy Z）            |
| 2002年08月25日 | デルマー           | パシフィッククラシックS        | G1 | ダ10f  | 14   | 07        | 07         | 04着 | A. ソリス   | 124/56              |         | （2馬身3/4） | Came Home              |
| 2002年10月06日 | サンタアニタ       | グッドウッドBCハンデ           | G2 | ダ9f   | 09   | 09        | 09         | 01着 | A. ソリス   | 115/52              | 1:46.80 | 3馬身1/4     | （Momentum）           |
| 2003年02月02日 | サンタアニタ       | サンアントニオH                | G2 | ダ9f   | 06   | 06        | 06         | 03着 | A. ソリス   | 117/53              |         | （3馬身1/4） | Congaree               |
| 2003年03月01日 | サンタアニタ       | サンタアニタH                  | G1 | ダ10f  | 06   | 03        | 03         | 04着 | A. ソリス   | 116/52.5            |         | （6馬身）    | Milwaukee Brew         |
| 2003年10月04日 | サンタアニタ       | グッドウッドBCハンデ           | G2 | ダ9f   | 08   | 02        | 02         | 01着 | A. ソリス   | 116/52.5            | 1:48.37 | 1/2馬身      | （Fleetstreet Dancer） |
| 2003年10月25日 | サンタアニタ       | ブリーダーズカップ・クラシック | G1 | ダ10f  | 10   | 02        | 02         | 01着 | A. ソリス   | 126/57              | 1:59.88 | 1馬身1/2     | （Medaglia d'Oro）     |
| 2004年01月31日 | サンタアニタ       | サンアントニオH                | G2 | ダ9f   | 04   | 04        | 04         | 01着 | A. ソリス   | 121/55              | 1:47.25 | 4馬身        | （Star Cross）         |
| 2004年03月27日 | ナドアルシバ       | ドバイワールドC                | G1 | ダ10f  | 12   | 07        | 08         | 01着 | A. ソリス   | 126/57              | 2:00.24 | 3/4馬身      | （Medaglia d'Oro）     |
| 2004年08月01日 | デルマー           | サンディエゴH                  | G2 | ダ8.5f | 07   | 06        | 07         | 02着 | M. スミス   | 124/56              |         | （3/4馬身）  | Choctaw Nation         |
| 2004年08月22日 | デルマー           | パシフィッククラシックS        | G1 | ダ10f  | 08   | 05        | 05         | 01着 | J. ベイリー | 124/56              | 2:01.17 | 1馬身        | （Perfect Drift）      |
| 2004年10月30日 | ローンスターパーク | ブリーダーズカップ・クラシック | G1 | ダ10f  | 13   | 12        | 12         | 03着 | J. ベイリー | 126/57              |         | （7馬身）    | Ghostzapper            |

## 引退後
引退後はレーンズエンドファームで供用され、北アメリカにおけるリボー系種牡馬を維持し続けるための存在とみられていた。183頭の勝ち馬を出し、そのうちステークスウイナーは16頭を数えたが、初年度には4万ドルに設定されていた種付料 が2014年度には5000ドルにまで低下した。ケンタッキー州におけるリボー系種牡馬の比率が1パーセントにも満たなくなった2014年秋に、トルコに輸出された。トルコ側は、2011年ごろから購買のため接触を重ねていたという。
2020年6月3日、トルコナショナルスタッドで病気のため死亡した。

### 主な産駒
- Shared Account：（ブリーダーズカップ・フィリー&メアターフ）[18]
- Whitmore：（フォアゴーステークス、ブリーダーズカップ・スプリント）[19]
- Rapid Redux：（22連勝、1シーズン19勝の近代北米記録を保持）[20]
- Idalino：（パレルモ大賞）[21]

## 血統表
| プレザントリーパーフェクトの血統 | プレザントリーパーフェクトの血統 | プレザントリーパーフェクトの血統 | （血統表の出典） | （血統表の出典） |
| 父系                             | リボー系                         | リボー系                         | リボー系         | [ § 2 ]          |
| 父 Pleasant Colony 1978 黒鹿毛   | 父の父His Majesty 1968 鹿毛      | Ribot                            | Tenerani         | Tenerani         |
| 父 Pleasant Colony 1978 黒鹿毛   | 父の父His Majesty 1968 鹿毛      | Ribot                            | Romanella        |                  |
| 父 Pleasant Colony 1978 黒鹿毛   | 父の父His Majesty 1968 鹿毛      | Flower Bowl                      | Alibhai          | Alibhai          |
| 父 Pleasant Colony 1978 黒鹿毛   | 父の父His Majesty 1968 鹿毛      | Flower Bowl                      | Flower Bed       |                  |
| 父 Pleasant Colony 1978 黒鹿毛   | 父の母Sun Colony 1968 鹿毛       | Sunrise Flight                   | Double Jay       | Double Jay       |
| 父 Pleasant Colony 1978 黒鹿毛   | 父の母Sun Colony 1968 鹿毛       | Sunrise Flight                   | Misty Morn       |                  |
| 父 Pleasant Colony 1978 黒鹿毛   | 父の母Sun Colony 1968 鹿毛       | Colonia                          | Cockrullah       | Cockrullah       |
| 父 Pleasant Colony 1978 黒鹿毛   | 父の母Sun Colony 1968 鹿毛       | Colonia                          | Nalga            |                  |
| 母 Regal State 1983 栗毛         | 母の父Affirmed 1975 栗毛         | Exclusive Native                 | Raise a Native   | Raise a Native   |
| 母 Regal State 1983 栗毛         | 母の父Affirmed 1975 栗毛         | Exclusive Native                 | Exclusive        |                  |
| 母 Regal State 1983 栗毛         | 母の父Affirmed 1975 栗毛         | Won't Tell You                   | Crafty Admiral   | Crafty Admiral   |
| 母 Regal State 1983 栗毛         | 母の父Affirmed 1975 栗毛         | Won't Tell You                   | Scarlet Ribbon   |                  |
| 母 Regal State 1983 栗毛         | 母の母La Trinite 1976 栗毛       | Lyphard                          | Northern Dancer  | Northern Dancer  |
| 母 Regal State 1983 栗毛         | 母の母La Trinite 1976 栗毛       | Lyphard                          | Goofed           |                  |
| 母 Regal State 1983 栗毛         | 母の母La Trinite 1976 栗毛       | Promessa                         | Darius           | Darius           |
| 母 Regal State 1983 栗毛         | 母の母La Trinite 1976 栗毛       | Promessa                         | Peseta           |                  |
| 母系(F-No.)                      | (FN:16-a)                        | (FN:16-a)                        | (FN:16-a)        | [ § 3 ]          |
| 5代内の近親交配                  | アウトブリード                   | アウトブリード                   | アウトブリード   | [ § 4 ]          |
| 出典                             | 1. 2. 3. 4.                      | 1. 2. 3. 4.                      | 1. 2. 3. 4.      | 1. 2. 3. 4.      |